# Базилика Святой Анастасии Узорешительницы
Базилика Святой Анастасии Узорешительницы, или Сант-Анастазия (итал. Sant' Anastasia), — титулярная (c 1 марта 499 года) базилика на Палатине в Риме. С июля 2020 года находится в ведении Сиро-малабарской католической церкви.

## История
Базилика была построена в конце III — начале IV веков, возможно римской женщиной по имени Анастасия. Позднее базалика была перестроена в церковь, которую посвятили мученице Анастасии Сирмийской.
Церковь была несколько раз отреставрирована, сегодняшний вид церковь имеет после реставрации XVII века. Неф украшают 20 мраморных и гранитных античных колонн, возможно являвшихся частью императорских дворцов на Палатине. Потолок украшен фресками Микеланджело Черутти (1722), изображающими мученичество святой. У алтаря находятся мощи и статуя святой Анастасии Эрколе Феррата, явно созданной по образу «Экстаз Блаженной Людовики Альбертони» Бернини.
В июле 2020 года папа римский Франциск передал базилику Сиро-малабарской католической церкви.

## Титулярная церковь
Церковь Святой Анастасии является титулярной церковью, кардиналом-священником с титулом церкви Святой Анастасии с 5 октября 2019 года по 20 октября 2024 года являлся, до своей смерти, итало-ангольский кардинал Эудженио Даль Корсо. Ныне вакантно.